# 對你說再見 ～comment te dire adieu～
《教我說再見 ～comment te dire adieu～》是日本Visual Art's旗下品牌CRAFTWORK在2001年3月2日发售的視覺小說類型成人遊戲。因為其含有大量令人精神上不適，並且難以理解的內容的緣故，因此經常被称為獵奇與電波系遊戲。

## 概述
這部作品发售于2001年，是CRAFTWORK公司所出的最後一部作品。其作品主要以極端的方式表達青年時代的困惑。因為其作品含有大量血腥的畫面的緣故，因此出版商在販賣的時候特地註明了“所有區分不開現實與虛幻的人、感到活著很累的人、想犯罪的人以及有著殺人癖的人請勿購買此遊戲”。

## 遊戲內容
主人公是一個實習老師，在學校的實習並不是非常順利，并經常被他的實習監管人所責備。唯一只有保健室的女醫生可以談心。有一天，他做了一個“天使被怪物所吞噬”的夢，正當他之後與保健醫生談心的時候，有一名少女突然走進了保健室，而這名少女和夢中天使的長相完全相同。他們相遇之後，主人公便認為這名女孩是“神聖”的存在，對她產生了感情，並與其他幾名女孩接觸。但主人公在與他們對話的時候卻漸漸地產生了意義不明的殺意。只不過，無論怎麼殺害這些女孩，她們都會完好地又回到了主人公的身邊……
但事實上，他並不是實習老師，而是一名從童年起就受到挫折的精神病患者。“實習監管人”是他優秀的姐姐，“女醫生”則是他的主治醫生。而那些少女，也只是他的妄想——實際上分別是前病友、烏鴉、貓、人偶與人體標本而已。

## 登场人物
人見 広介
本作的主人公，一名大學落過榜的教育實習生。有一天，他做了一個奇妙的夢之後，同校內的保健醫生大森登奈枝談論了這個夢，之後，與幾名學校內的少女進行了奇妙而又不明意義的談話。實際上是一名以前受到大量挫折的精神病患者。
巢鴨 睦月（声：佐々木あかり）
本作的女主人公。喜歡在教室裡站著的有些虛幻的少女。其清純的特征被主人公吸引，但對於主人公來說又是一個神聖而不敢接近的存在。她的樣貌同主人公在夢中夢見的天使相同。而她的實際身份則是主人公的病友。
高田 望美（声：天天）
喜歡在屋頂上從下眺望的少女。當主人公想到屋頂上吸煙時與其相遇。很討厭煙草。雖然給人以快活的印象，但是實際上在家中經常被父親虐待。她的實際身份是一隻烏鴉。
田町 真晝（声：あさり）
在校庭內與主人公相遇的少女。主人公幼時的玩伴，喜歡以“大哥哥”（日语：おにーちゃん）來稱呼主人公。無論是外表還是性格都很像是孩子。感情起伏激烈。她的實際身份是一隻貓。
目黑 御幸（声：紬叶慧）
在圖書館內與主人公相遇的少女，擔任圖書館的圖書整理工作。雖然不善於待人接物，但是非常喜歡在圖書館里讀書。戴著眼鏡。她的實際身份是一個人體標本。
上野 羽由（声：多田美智）
在弓道場內與主人公相遇的少女。有些呆，說話語速很慢，但實際上擁有毒舌屬性。她說出的話經常會傷到主人公的內心。她的實際身份是一個人偶。
大森 登奈枝（声：涼森ちさと）
校內的保健醫生，喜歡抽煙。在校內人氣很高，非常擅長與主人公交談。她的實際身份是主人公的主治醫生，并與主人公的姐姐高島瀨美奈是高中同學的關係。
高島 瀨美奈（声：佐伯ゆりこ）
主人公的教育實習監管。冷酷與堅強的女性。她的實際身份是主人公的姐姐，在現實生活中既優秀又堅強，從童年起就與自己的弟弟形成了鮮明的對照。

## 工作人員
- 企劃、原作：CRAFTWORK、長岡建藏
- 構成・脚本 - 石野三千穗、長岡建蔵、長繩
- 人物設定、原畫：長岡建蔵
- CG：長繩、長岡建蔵、荻原純、FlyingShine
- 背景：長縄、小原彰夫
- 音樂：さっぽろももこ

## 主題曲
主題歌：《さよならを教えて -comment te dire adieu-」》
原詞：長岡建蔵
翻譯・作曲：さっぽろももこ
編曲：高瀬一矢 (I've)
歌：MELL

## 表現手法
這部作品與大部分美少女遊戲的區別之處在于其遊戲中含有的大量意義不明的對話、男主人公與選項背道而馳的行動，以及大量的象征手法。
在這部作品中，通過男主人公同幾名其“妄想”中的少女中的對話可知，所有與男主人公接觸的少女均象征著主人公在不同的時期所經歷的各種困惑。其中，望美象征著男主人公初中時代的厭世感；真晝象征著童年時代對於虐待貓的愧疚感；羽由象征著小學時無法實現理想的無奈感；御幸象征著高中時代的厭學。而當男主人公殺害妄想中的少女后，她們又原封不動地回到男主人公的身邊這件事，則象征著男主人公對於過去的罪惡與困惑無法抹去這一事實。此外，在遊戲的Bad End中，還有一張美人蕉的圖片。美人蕉的花語有著妄想、猜疑與現實的末路的含義，這也象征了男主人公的處境。
這部作品因為其大量無意義的詞語以及妄想內容，而被日本網友評為“三大電波遊戲”之一。

## 外部連結
- CRAFTWORK官方主頁（日語）
- （页面存档备份，存于）（日語）